# Bacopa stemodioides
Bacopa stemodioides là một loài thực vật có hoa trong họ Mã đề. Loài này được (Pennell) Pennell mô tả khoa học đầu tiên năm 1946.